# Nadia Desdemona Lioce
Nadia Desdemona Lioce (Foggia, 29 settembre 1959) è una terrorista italiana, componente dell'organizzazione armata di estrema sinistra Nuove Brigate Rosse - Nuclei Comunisti Combattenti.
Esponente di primo piano del gruppo terroristico, ha partecipato agli omicidi di Massimo D'Antona nel 1999 e di Marco Biagi, nel 2002. Arrestata il 2 marzo 2003 dopo uno scontro a fuoco su un convoglio del treno regionale Roma-Firenze nel quale morì un agente di polizia e il brigatista Mario Galesi, è attualmente reclusa nella casa circondariale di massima sicurezza "Le Costarelle" all'Aquila, dove sconta la pena dell'ergastolo in regime di 41-bis.

## Biografia

### Studi e militanza nell'estrema sinistra
Nata a Foggia nel 1959, Nadia Desdemona Lioce lascia la città pugliese per trasferirsi a Pisa e iscriversi alla facoltà di filosofia dell'università cittadina. Durante i suoi primi anni in Toscana si divide tra l'università e la USL locale, dove trova lavoro come assistente sociale. Nel 1984 si lega sentimentalmente a Luigi Fuccini, più giovane di lei e conosciuto quattro anni prima nelle assemblee del comitato studenti medi, col quale incomincia una convivenza durata dieci anni, in un appartamento nei pressi della stazione di Pisa Centrale. Nel corso della loro intensa attività politica, i due entrano in contatto con gli altri militanti di Azione Rivoluzionaria e con l'associazione Italia-Nicaragua, prima di fondare insieme un proprio comitato filosandinista e partecipare alle lotte studentesche che, verso il 1989, interessano moltissime università italiane con il movimento studentesco "Pantera"; frequentano poi anche un neonato Centro Sociale e la Casa dello Studente.

### L'ingresso nella clandestinità
Il 13 febbraio 1995 il suo convivente Fuccini, assieme al fiorentino Fabio Matteini, il quale anni dopo verrà condannato per banda armata e partecipazione all'associazione eversiva Brigate Rosse - Partito Comunista Combattente, vengono arrestati a Roma perché trovati in possesso di armi con le quali, secondo gli inquirenti, si preparavano a rapinare un ufficio postale, reato per cui verranno poi condannati a 3 anni e 11 mesi di reclusione. I due si proclamano prigionieri politici e appartenenti ai Nuclei Comunisti Combattenti. I magistrati ordinano perciò la perquisizione dell'appartamento di Fuccini dove gli agenti della DIGOS rinvengono, tra le altre cose, un vecchio documento della sinistra antagonista sulla produzione di armi in Toscana dal quale le storiche Brigate Rosse avevano tratto alcuni passi nello stilare la rivendicazione dell'omicidio dell'ex sindaco di Firenze Lando Conti, accusato dai terroristi di essere un mercante d'armi.
In quella stessa perquisizione gli agenti riscontrano anche la strana sparizione di Lioce che, convivente di Fuccini, sembrava essersi allontanata in fretta e furia dall'appartamento, rendendosi così irreperibile al controllo degli agenti, pur non essendo né ricercata né colpita da ordini d'arresto.

### I piani terroristici con il progetto delleNuove BR
Quella che nel 1995 sembra, agli organi inquirenti, solo una curiosa sparizione, in realtà nasconde l'inizio della clandestinità. Dai successivi accertamenti e, soprattutto, dalle carte dei processi che la riguarderanno, verrà fuori che, molto probabilmente, assieme ad altri militanti tra cui Mario Galesi, Lioce già in quel periodo operava nella fase di ricostituzione delle Brigate Rosse e su un progetto di prosecuzione della lotta armata con la nuova sigla Nuove Brigate Rosse - Nuclei Comunisti Combattenti che seguisse il solco tracciato dai brigatisti storici, dopo l'interruzione dell'azione per la cosiddetta Ritirata Strategica, avvenuta nel 1989. Infatti, già nel 1997 la DIGS fiorentina redigeva un'informativa alla magistratura in cui si segnalano i suoi presunti collegamenti con l'organizzazione terroristica dei Nuclei Comunisti Combattenti, ipotizzando un probabile ruolo centrale della donna all'interno del movimento.
Ma la vera storia della sua militanza da clandestina di quegli anni verrà poi descritta nelle ordinanze di custodia cautelare richieste dalla procura di Roma che, il 22 ottobre 2002, nell'ambito nell'inchiesta sull'omicidio D'Antona, il GIP Maria Teresa Covatta emette nei riguardi dei presunti appartenenti alle Br-Pcc Antonino Fosso, Michele Mazzei, Francesco Donati, Franco Galloni e gli stessi Mario Galesi e Nadia Desdemona Lioce, questi ultimi due all'epoca ancora irreperibili. E come infatti si legge nelle motivazioni della richiesta: "La clandestinità della Lioce è inequivoco indizio di appartenenza al sodalizio criminoso oggetto dell'indagine [le Br-Pcc, ndr], con funzioni significative che hanno motivato le ragioni politico-militari della sua assenza. La scelta della clandestinità è sintomatica del ruolo determinante all'interno della struttura".
La sigla Nuove Brigate Rosse firma gli omicidi dei docenti universitari Massimo D'Antona nel 1999 e Marco Biagi nel 2002.

### L'arresto e la reazione armata
Il 2 marzo 2003 Lioce, che assieme all'altro brigatista Mario Galesi sta viaggiando sul treno regionale Roma-Firenze, è sottoposta a un normale controllo dei documenti da agenti della PolFer, nei pressi di Castiglion Fiorentino. Temendo di essere scoperti, i due brigatisti decidono di impugnare le armi e di aprire il fuoco contro gli agenti, colpendo a morte il sovrintendente Emanuele Petri. Anche Galesi, ferito gravemente dagli agenti durante la sparatoria, morirà poco dopo il trasporto in ospedale, mentre Lioce, riconosciuta come terrorista, sarà arrestata, ponendo fine così alla sua latitanza. In suo possesso, al momento della cattura, gli agenti rinvengono due computer palmari, un biglietto da visita della società Graphocart-Strabilia di Roma e una scheda telefonica prepagata.
E proprio l'analisi del contenuto dei suoi palmari porterà alla luce diversi documenti con possibili obiettivi da colpire, risoluzioni strategiche e diverse altre prove che collegavano i due (fino ad allora sconosciuti) terroristi con i due omicidi. Un mese dopo l'arresto, il 2 aprile 2003, nell'ambito dell'inchiesta sull'omicidio Biagi, condotta dal Pubblico ministero Paolo Giovagnoli, anche sui dati rilevati dalla scheda telefonica prepagata in possesso della Lioce al suo arresto, vengono emesse altre quattro ordinanze di custodia cautelare per altrettanti appartenenti alle Nuove BR che, con ruoli diversi, avrebbero partecipato all'assassinio del giuslavorista: oltre al nome di Lioce ci sono anche quelli di Simone Boccaccini, Cinzia Banelli e Roberto Morandi.

### I processi e le condanne
La prima condanna all'ergastolo per Lioce è stata irrogata dalla prima sezione penale della Corte d'assise di Firenze che, per la sparatoria sul treno Roma-Firenze del 2 marzo 2003 in cui Lioce e Galesi uccisero l'agente di polizia ferroviaria Emanuele Petri, a conclusione del processo il 2 marzo 2006 cioè esattamente tre anni dopo i fatti, decreta il carcere a vita per la brigatista accusata di concorso in omicidio, rapina, resistenza e detenzione di armi, con l'aggravante del terrorismo. Nel processo per l'omicidio del giuslavorista Marco Biagi, assassinato a Bologna con sei colpi di pistola, la sera del 19 marzo 2002, la Corte d'appello emette una condanna all'ergastolo per la brigatista che, il 7 dicembre 2006 dopo quella sentenza, decide di non fare ricorso in Cassazione al contrario di tutti gli altri accusati che, dopo tre gradi di giudizio, si vedono confermate tutte le condanne all'ergastolo per loro.
Dopo tre gradi di giudizio, nel processo per l'omicidio del consulente del Ministero del Lavoro Massimo D'Antona, avvenuto a Roma il 20 maggio del 1999, la Prima sezione penale della Corte di cassazione conferma, il 28 giugno 2007, la condanna all'ergastolo a Lioce. 
Altre condanne le sono state inflitte anche per gli attentati alla sede della Commissione di Garanzia sullo Sciopero, a quella della CISL di Milano (entrambi effettuati nel 2000) e all'Istituto Affari Internazionali di Roma nel 2001, oltre che per quattro rapine realizzate in Toscana, tra il 1998 e il 2003, con lo scopo di reperire fondi per finanziare le attività terroristiche delle Nuove BR.